# 津市立黒田小学校
津市立黒田小学校（つしりつ くろだしょうがっこう）は三重県津市河芸町北黒田にある公立小学校。

## 沿革
- 1875年（明治8年）8月 - 黒田義塾を北黒田学校と称する
- 1884年（明治17年）10月 - 北黒田外５ヶ村の組合成立、篤敬学校と改称
- 1887年（明治20年）4月 - 篤敬学校を改め、黒田村簡易科授業所とする
- 1887年（明治20年）10月 - 黒田尋常小学校と改称し、温習科を付設
- 1891年（明治24年）4月 - 温習科を尋常科補習科と改称
- 1892年（明治25年）4月 - 新校舎落成式を挙行
- 1901年（明治34年）4月 - 修業年限４ヶ年の高等科小学校を付設
- 1902年（明治35年）7月 - 平屋建教室増築、及び運動場拡張
- 1908年（明治41年）4月 - 高等科修業年限を２年とする
- 1920年（大正9年）4月 - 第２回校舎増築、運動場拡張
- 1926年（大正15年）4月 - 第３回校舎増築
- 1941年（昭和16年）4月 - 河芸郡黒田国民学校と改称
- 1947年（昭和22年）4月 - 河芸郡黒田小学校と改称
- 1953年（昭和28年）3月 - 講堂及び第１・第２校舎落成式挙行
- 1954年（昭和29年）10月 - 黒田村廃止に伴い、河芸郡河芸町立黒田小学校と改称
- 1956年（昭和31年）2月 - 県学校図書館コンクール第２位
- 1956年（昭和31年）9月 - 給食室改築、安芸郡河芸町立黒田小学校と改称
- 1957年（昭和32年）11月 - 音楽棟新築。県指定体育研究発表会開催
- 1959年（昭和34年）10月 - 郡指定体育研究会開催
- 1961年・1962年（昭和36年・37年） - 県健康優良校準県一受賞
- 1963年・1965年（昭和38年・40年） - 県健康優良校準県一受賞
- 1965年（昭和40年）11月 - 郡指定体育（リズム表現）研究会開催
- 1966年（昭和41年）11月 - 郡指定視聴覚教育研究大会開催
- 1971年（昭和46年）2月 - 管理棟（鉄筋コンクリート）完成
- 1971年（昭和46年）3月 - 旧礼法室を音楽室に改修、食堂完成
- 1971年（昭和46年）11月 - 県・郡指定算数教育研究会開催
- 1973年（昭和48年）8月 - プール完成
- 1974年（昭和49年）12月 - 東海３県図書館コンクール奨励賞受賞
- 1975年（昭和50年）8月 - 創立１００周年記念式典挙行
- 1978年（昭和53年）4月 - 米飯給食開始
- 1978年（昭和53年）11月 - 県指定音楽教育研究発表会開催
- 1979年（昭和54年）11月 - 県指定音楽教育第二次研究発表会開催
- 1981年（昭和56年）1月 - 特別教室、ランチルームを含む新校舎（特別棟）完成
- 1981年（昭和56年）10月 - 津・安芸学校給食研究発表会場校
- 1983年（昭和58年）1月 - 郡視聴覚教育研究大会開催
- 1983年（昭和58年）12月 - 屋内運動場完成
- 1984年（昭和59年）1月 - 文部省指定社会科教育研究発表会開催
- 1986年（昭和61年）8月 - 校舎大規模改修
- 1987年（昭和62年）8月 - 放送施設大規模改修
- 1989年（平成元年）8月 - 運動場排水改良工事
- 1989年（平成元年）11月 - 第２９回東海北陸地方放送教育研究大会開催
- 1989年（平成元年）12月 - コンビネーション遊具の設置
- 1991年（平成3年）2月 - 勤労生産学習農園の造成
- 1992年（平成4年）6月 - プール全面塗装改修
- 1993年（平成5年）11月 - 県・町指定理科・生活科研究発表会開催
- 1994年（平成6年）8月 - 南西の崖の擁壁完成
- 1994年（平成6年）8月 - 中国河南省より中日友好団来校
- 1997年（平成9年）10月 - 県教育優良校受賞
- 1998年（平成10年）2月 - 県・町指定研究推進校（教育課程一般「英語活動」）として研究発表会開催
- 1999年（平成11年）3月 - 集会活動のあり方の研究・河芸町教育研究奨励賞受賞
- 2000年（平成12年）3月 - 児童が生き生きと取り組む多様な体験活動の研究・河芸町教育研究奨励賞受賞
- 2002年（平成14年）1月 - 校舎耐震工事、校舎増築工事
- 2004年（平成16年）4月 - たんぽぽ学級（特別支援学級）新設
- 2006年（平成18年）1月 - 合併により津市立黒田小学校と改称
- 2006年（平成18年）4月 - 文科省「豊かな体験活動推進事業校」（～19年度）
- 2011年（平成23年）2月 - 体育館天井改修
- 2011年（平成23年）8月 - ブランコ・登り棒　新設（交換）
- 2012年（平成24年）8月 - 鉄棒　新設（交換）
- 2018年（平成30年）8月 - トイレ改修　校舎玄関と体育館玄関にスロープの設置

## 通学区域
北黒田

南黒田

三行

高佐

赤部

浜田

## 進学先中学校
- 朝陽中学校

## 学区 / 校区内の主な施設
- 黒田幼稚園
- 河芸公民館
- 河芸体育館
- 河芸図書館
- 道の駅津かわげ
- かわいクリニック

## 著名な卒業生
- 米倉守（美術評論家）